# Philipp Degen
Philipp Degen (Hölstein, 15 febbraio 1983) è un ex calciatore svizzero, di ruolo difensore.

## Biografia
Ha un fratello gemello, David, è stato anch'egli calciatore.

## Carriera

### Club
Inizia nel 2001 con il Basilea e con la squadra rosso-blu vince tre campionati e due Coppe Svizzere. Grazie alle sue buone prestazioni, nel 2005 firma per i tedeschi del Borussia Dortmund. Con la squadra tedesca però non ripete i successi ottenuti in Svizzera e colleziona in tre anni 68 presenze, di cui solo dieci nella stagione 2007-2008 causa infortuni.
Il 3 luglio 2008 si trasferisce in Inghilterra al Liverpool a parametro zero, e nel 2011 rescinde il contratto che lo legava alla società inglese. In seguito, nel mese di ottobre 2011, gli viene offerto un contratto dal nuovo manager del Basilea Heiko Vogel. Milita nel club fino al 2016, anno in cui si ritira dal calcio giocato.

### Nazionale
Conta 30 presenze nella nazionale svizzera ed ha partecipato al campionato del mondo 2006 e al campionato d'Europa 2008, anche se non è mai entrato in campo durante la rassegna europea.

## Palmarès

### Club
- Campionato svizzero: 8

Basilea: 2001-2002, 2003-2004, 2004-2005, 2011-2012, 2012-2013, 2013-2014, 2014-2015, 2015-2016
- Coppa Svizzera: 3

Basilea: 2001-2002, 2002-2003, 2011-2012